# Potok Rynarzewski
Potok Rynarzewski (známý také jako Potok Renuszewski) se nachází v Oliwě, městské čtvrti Gdaňsk v Pomořském vojvodství v Polsku. Potok patří do povodí potoka Potok Oliwski (Jelitkowski) a úmoří Baltského moře. Potok má název podle vesnice Rynarzewo, kterou protéká.

## Další informace
Potok pramení nedaleko vrcholu kopce Lisie Wzgórze (130 m n. m.) v jižní části Trojměstského krajinného parku (Trójmiejski Park Krajobrazowy). Potok krátce teče severním směrem a pak se stáčí k východu do Doliny Rynarzewské (podél ulice Spacerowe), napájí dva rybníky a v Rynarzewu, opouští Trojměstský krajinný park. Dále se tok potoka stáčí k jihozápadu a dostává se do ZOO Gdaňsk-Oliwa (Ogród Zoologiczny Gdańsk-Oliwa), která jeho tok využívá v některých expozicích zvířat. V ZOO se potok stáčí k jihu, protéká Dolinou Lesního mlýna (Dolina Leśnego Młyna) a stáčí se pak k jihovýchodu. Nedaleko vodního hamru (Kuźnia Wodna w Oliwie) se zleva vlévá do potoka Potok Oliwski. Délka potoka je cca 3,33 km.

## Galerie

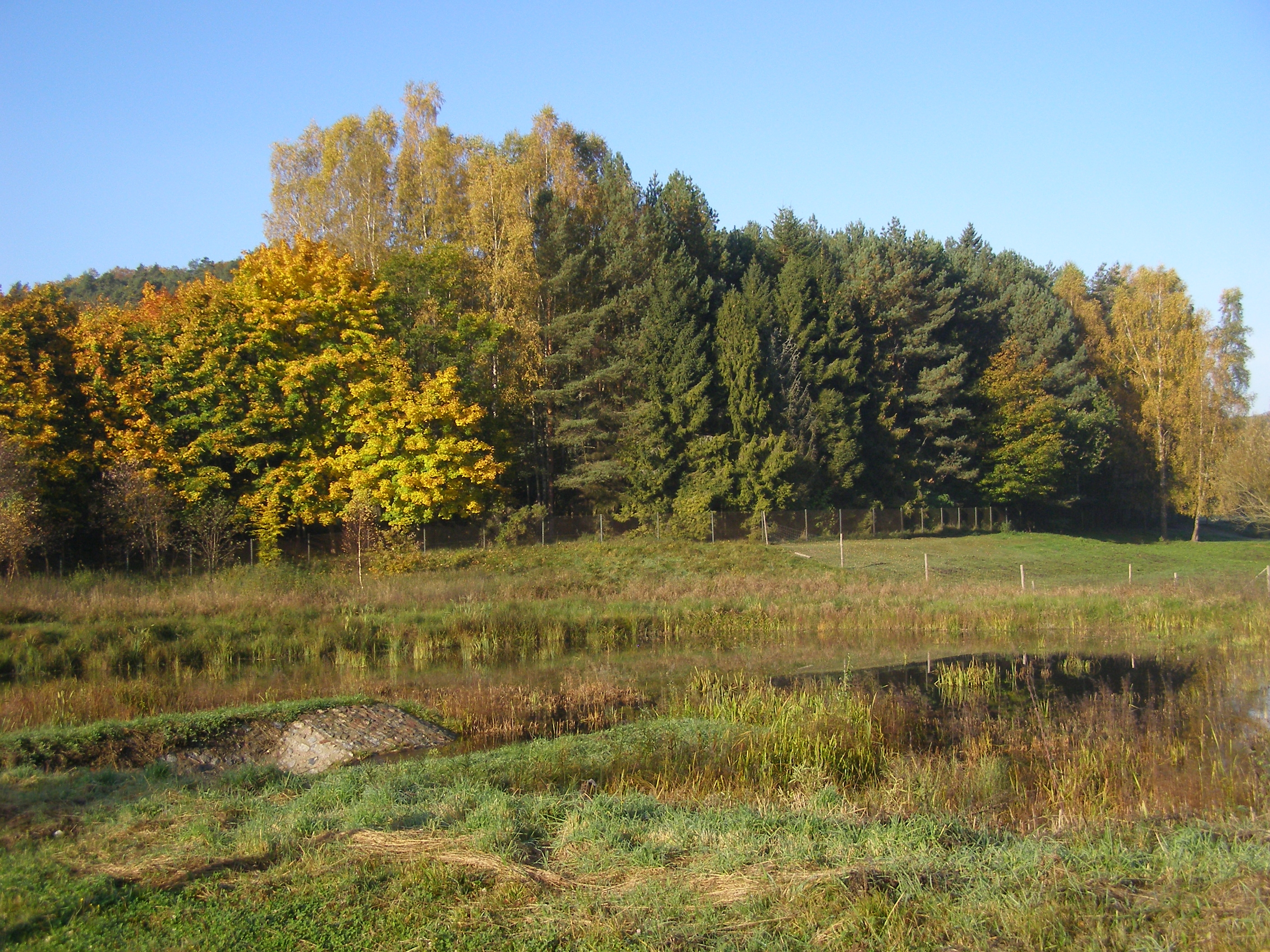